# 大相撲昭和4年1月場所
大相撲昭和4年1月場所（おおずもうしょうわよねんいちがつばしょ）は、1929年（昭和4年）1月10日からの1月20日までの11日間、東京都墨田区の両国国技館（初代国技館）で開催された大相撲本場所である。

## 概要
大正15年（1926年）末に東京相撲が大阪相撲を吸収合併して大相撲に一本化されて以降、東京両国国技館と西日本の本場所ではそれぞれ独立した番付を編成していたが、興行を重ねるにつれて両地の間で番付の乖離が著しくなっていた。これを受けて、当場所より、番付編成を一本化することとなる。そして、連続した東京場所と西日本場所を同じ番付で行い、番付編成は2場所分の成績をまとめて2場所に1回行う方式をとることとなった。

## 番付・星取表
| 東 108点（優勝）      | 東 108点（優勝） | 東 108点（優勝） | 番付     | 西 87点        | 西 87点   | 西 87点  |
| 備考                  | 成績             | 力士名           | 番付     | 力士名         | 成績      | 備考     |
| --------------------- | ---------------- | ---------------- | -------- | -------------- | --------- | -------- |
|                       | 4勝4敗3休        | 常ノ花寛市       | 横綱     | 宮城山福松     | 1勝4敗6休 |          |
|                       | 5勝6敗           | 常陸岩英太郎     | 大関     | 豊國福馬       | 9勝2敗    | 優勝次点 |
|                       | 6勝5敗           | 大ノ里萬助       | 張出大関 | 能代潟錦作     | 7勝4敗    |          |
| 幕内最高優勝 優勝旗手 | 10勝1敗          | 玉錦三右衛門     | 関脇     | 錦洋与三郎     | 8勝3敗    |          |
|                       | 6勝5敗           | 山錦善治郎       | 小結     | 清瀬川敬之助   | 6勝5敗    |          |
|                       | 7勝4敗           | 若葉山鐘         | 前頭1    | 真鶴秀五郎     | 6勝5敗    |          |
|                       | 全休             | 天竜三郎         | 前頭2    | 星甲実義       | 0勝5敗6休 |          |
|                       | 3勝8敗           | 外ヶ濱弥太郎     | 前頭3    | 幡瀬川邦七郎   | 4勝7敗    |          |
|                       | 5勝5敗1分        | 玉碇佐太郎       | 前頭4    | 男女ノ川供治郎 | 5勝5敗1分 |          |
|                       | 全休             | 出羽ヶ嶽文治郎   | 前頭5    | 吉野山要次郎   | 6勝5敗    |          |
|                       | 6勝5敗           | 新海幸蔵         | 前頭6    | 劔岳吉五郎     | 2勝9敗    |          |
|                       | 4勝7敗           | 常陸嶽理市       | 前頭7    | 大蛇山雄作     | 4勝7敗    |          |
|                       | 6勝5敗           | 雷ノ峰伊助       | 前頭8    | 寳川政治       | 5勝6敗    |          |
|                       | 8勝3敗           | 鏡岩善四郎       | 前頭9    | 池田川助松     | 3勝8敗    |          |
|                       | 6勝5敗           | 荒熊谷五郎       | 前頭10   | 朝光亀太郎     | 5勝6敗    |          |
|                       | 4勝7敗           | 若常陸恒吉       | 前頭11   | 太郎山勇吉     | 7勝4敗    |          |
| 優勝次点 新入幕       | 9勝2敗           | 信夫山秀之助     | 前頭12   | 阿久津川高一郎 | 1勝7敗3休 |          |
| 新入幕                | 6勝5敗           | 和歌嶋三郎       | 前頭13   | 古賀ノ浦茂     | 5勝6敗    | 新入幕   |
|                       | 5勝6敗           | 白岩亮治         | 前頭14   | 三杉磯善七     | 全休      |          |
|                       | 8勝3敗           | 常陸嶋朝吉       | 前頭15   | 朝響信親       | 3勝8敗    |          |

## 表彰
| タイトル     | タイトル     | 四股名       | 地位   | 回数 | 成績    | 部屋         | 出身         | 備考 |
| ------------ | ------------ | ------------ | ------ | ---- | ------- | ------------ | ------------ | ---- |
| 幕内最高優勝 | 幕内最高優勝 | 玉錦三右衛門 | 東関脇 | 初   | 10勝1敗 | 二所ノ関部屋 | 高知県高知市 |      |

## 備考
- 優勝は大関豊國と関脇玉錦の間で争われた。8日目まで終了して両者1敗で並んで先頭の状態で、9日目に対戦。玉錦がこれに勝利し、両者とも残り2日間は白星を重ねたため、結果的に、この直接対決が優勝を左右することとなった。玉錦が初優勝を飾る。